# گردالو
گردالو یکی از روستاهای استان آذربایجان شرقی است که در دهستان چاراویماق مرکزی بخش مرکزی شهرستان چاراویماق واقع شده‌است.این روستا ۲۱۵ نفر جمعیت دارد.